# Gottfried von Cramm
Gottfried Alexander Maximilian Walter Kurt Freiherr von Cramm (Nettlingen bij Söhlde, 7 juli 1909 – nabij Caïro, 8 november 1976) was een Duitse tenniskampioen. Hij won twee keer Roland Garros en speelde diverse finales van grandslamtoernooien.

## Biografie
Hij was de derde zoon van zeven van Burchard, Baron von Cramm. Hij was twee keer getrouwd: van 1930 tot 1937 was hij de eerste echtgenoot (van drie) van de barones Elisabeth "Lisa" von Dobeneck en van 1955 tot 1959 was hij de zesde echtgenoot (van zeven) van de rijke Amerikaanse Barbara Woolworth Hutton, erfgename van het F.W. Woolworth-winkelimperium.
Von Cramm kwam bij tennistoernooien uit voor Duitsland tijdens de opkomst van de NSDAP in de jaren dertig. De nazi's probeerden zijn voorkomen en tennistalent uit te buiten door hem als boegbeeld van het "arisch ras" te presenteren, maar de antifascistische Von Cramm wilde daar niet van weten. Daarna vervolgde het nazi-regime hem als homoseksueel, waardoor hij in 1938 kort in de gevangenis zat.
Gottfried von Cramm en zijn chauffeur kwamen om in 1976 bij een auto-ongeluk nabij Caïro. In 1977 werd hij postuum opgenomen in de prestigieuze Tennis Hall of Fame.

## Prestatietabel
| Legenda | Legenda                          |
| ------- | -------------------------------- |
| g.t.    | geen toernooi gehouden           |
| l.c.    | lagere categorie                 |
| –       | niet deelgenomen                 |
| G       | uitgeschakeld in de groepsfase   |
| 1R      | uitgeschakeld in de eerste ronde |
| 2R      | uitgeschakeld in de tweede ronde |
| 3R      | uitgeschakeld in de derde ronde  |
| 4R      | uitgeschakeld in de vierde ronde |
| KF      | uitgeschakeld in de kwartfinale  |
| HF      | uitgeschakeld in de halve finale |
| F       | de finale verloren               |
| W       | het toernooi gewonnen            |
| w-v     | winst/verlies-balans             |

### Prestatietabel grand slam, enkelspel
| Toernooi        | 1931 | 1932 | 1933 | 1934 | 1935 | 1936 | 1937 | 1938 | 1951 | 1952 |
| --------------- | ---- | ---- | ---- | ---- | ---- | ---- | ---- | ---- | ---- | ---- |
| Australian Open | –    | –    | –    | –    | –    | –    | –    | HF   | –    | –    |
| Roland Garros   | 4R   | 2R   | –    | W    | F    | W    | –    | –    | –    | 1R   |
| Wimbledon       | 4R   | 2R   | 3R   | 4R   | F    | F    | F    | –    | 1R   | –    |
| US Open         | –    | –    | –    | –    | –    | –    | F    | –    | –    | –    |

### Prestatietabel grand slam, dubbelspel
| Toernooi        | 1938 |
| --------------- | ---- |
| Australian Open | F    |
| Roland Garros   | –    |
| Wimbledon       | –    |
| US Open         | –    |